# Alice Auma
Alice Auma (1956 - 17 de janeiro de 2007) foi uma médium espírita acholi que, como chefe do Movimento do Espírito Santo (Holy Spirit Movement, HSM), liderou uma rebelião milenarista contra as forças do governo de Uganda sob o presidente Yoweri Museveni de agosto de 1986 a novembro de 1987. O espírito primário que ela supostamente canalizava foi o de um oficial do exército morto chamado "Lakwena", que significa mensageiro, que os acholis acreditam ser uma manifestação do Espírito Santo cristão. A personalidade combinada de Alice Auma canalizando o espírito Lakwena é frequentemente chamada de "Alice Lakwena". O HSM de Auma foi derrotado em novembro de 1987 pelas forças ugandenses lideradas por Yoweri Museveni.